# Gaz de France
Gaz de France var ett statligt franskt bolag som upplöstes i juli 2008 efter en sammanslagning av Gaz de France och Suez. Det heter nu GDF SUEZ.
Genom dotterbolag i flera länder deltog bolaget i utvinning av olja och gas.
Dotterbolag fanns i 
- England genom GDF SUEZ E&P UK Ltd och
- Norge genom GDF SUEZ E&P Norge sedan 2001. Bolaget är partner i flera oljefält såsom Snøhvit med 12,1 procent. Det senaste partnerskapet är Gjøa, som utvecklas tillsammans med Statoil.[2]